# Beatriz de Bobadilla
Beatriz de Bobadilla (1440–1511) byla španělská šlechtična a pohybovala se u dvora coby důvěrnice a poradkyně španělské královny Isabely I. Kastilské.

## Život
Beatriz de Bobadilla se narodila v roce 1440 ve městě Medina del Campo (provincie Valladolid). Jejím otcem byl Mosén Pedro de Bobadilla a její matkou byla Beatriz de Corral. Její otec pracoval jako kastelán hradu Arévalo, kde vyrůstala Isabela de Trastámara, budoucí královna Isabela I. Kastilská. O deset let starší Beatriz plnila roli starší sestry, dívky se velmi sblížily a přátelství jim vydrželo na celý život. Beatriz byla dokonce jednou vystavena pokusu o atentát, útočníci si ji totiž s královnou spletli. Z útoku vyvázla Beatriz nezraněná, nůž nepronikl jejími šaty.
Podle apokryfů se Beatriz pokusila zabít notorického nevěrníka a násilníka Pedra Giróna de Acuña Pacheco, který byl s výrazně mladší Isabelou krátce zasnoubený, aby přítelkyni chránila. Beatriz de Bobadilla se také podílela na pokusech Jindřicha IV. Kastilského na přerušení zásnub Isabely s Ferdinandem II. Aragonským, protože byla přesvědčena, že tento sňatek by mohl uvrhnout Kastilii pod správu Ferdinandova otce, Jana II. Aragonského.
Jelikož Beatriz doprovázela Isabelu téměř po celou dobu královnina života, získala si u dvora velký vliv. Byl jí dokonce udělen v roce 1480 titul markýzy z Moyi a panství Chinchón.
Po smrti královny Isabely se Beatriz byla její pozice u dvora nejistá a ona se raději odebrala odebrala na pozemky Filipa I. Kastilského. I když jí Ferdinand II. nabízel výpomoc, k jeho dvoru se kvůli svému pokročilému věku už nevrátila. Zemřela v roce 1511 v Madridu.

## Rodina
Její neteř, Beatriz de Bobadilla y Ossorio, se stala guvernérkou La Gomery a měla přezdívku "Lovkyně" pro její četná milostná dobrodružství s příslušníky kastilské královské rodiny.
Provdala se za Andrése Cabreru, významnou osobnost u dvora Jindřicha IV.
Svému manželovi porodila devět dětí:
1. Juan Pérez de Cabrera y Bobadilla
2. Fernando de Cabrera y Bobadilla
3. Francisco de Cabrera y Bobadilla
4. Diego de Cabrera y Bobadilla
5. Pedro de Cabrera y Bobadilla
6. María de Cabrera y Bobadilla
7. Juana de Cabrera y Bobadilla
8. Isabel de Cabrera y Bobadilla
9. Beatriz de Cabrera y Bobadilla